# François Joseph Kinsky
Pour les articles homonymes, voir Kinsky.
François Joseph, comte Kinsky de Wchinitz et Tettau, né le 6 décembre 1739 à Prague dans le royaume de Bohême et mort le 9 juin 1805 à Vienne, en Autriche, est un militaire autrichien au service de la monarchie de Habsbourg et de l'empire d'Autriche.

## Biographie
Membre de la maison Kinsky, il entra dans l'armée en 1759 et en l'espace de dix ans évolua au commandement d'un régiment d'infanterie. En avance sur son temps, il créa une école au sein de son unité afin d'entraîner des élèves-officiers. Devenu général, il participa à la guerre de Succession de Bavière et, un an plus tard, fut nommé propriétaire d'un régiment d'infanterie et directeur de l'Académie militaire thérésienne à Wiener Neustadt. Il conserva ces deux fonctions jusqu'à la fin de sa vie. En 1794, il commanda une division d'infanterie dans les Flandres contre les Français. À la bataille de Tourcoing, il dirigeait une colonne d'attaque mais ne put apporter son soutien au duc d'York. Promu au grade de Feldzeugmeister en septembre de la même année, il n'exerça plus de commandement actif.